# Cariblatta glochis
Cariblatta glochis es una especie de cucaracha del género Cariblatta, familia Ectobiidae.

## Distribución
Esta especie se encuentra en Bahamas.